# Морочна
Моро́чна — річка в Україні, у Володимирецькому районі Рівненської області, права притока Стубли (басейн Дніпра).

## Опис
Довжина річки приблизно 8 км. Висота витоку річки над рівнем моря — 153 м, висота гирла — 147 м, падіння річки — 6 м, похил річки — 0,55 м/км.

## Розташування
Бере початок у лісовому масиві на сході від села Степангород. Тече на північний захід і впадає в річку Стублу, праву притоку Стиру.